# 다카라즈카 가극단 44기생
다카라즈카 가극단 44기생은 1956년 (쇼와 31년)에 다카라즈카 음악학교에 입학하여, 1957년 (쇼와 32년)에 다카라즈카 가극단에 입단한 52명을 가리킨다.

## 개요
초무대 연목은 유키구미 공연 「봄의 춤」이다.

## 주요 학생

### OG
- 미와 히사유리 : 전 하나구미 톱여역
- 하야마 미치코 : 전 전과 여역 (음악학교 고문)
- 마츠모토 유리 : 전 전과 여역 (전 극단 특별고문)

## 일람
| 예명              | 생일      | 출신지                 | 출신학교                        | 예명의 유래                                                                     | 애칭             | 역할      | 퇴단년도 | 비고                                                                      |
| ----------------- | --------- | ---------------------- | ------------------------------- | ------------------------------------------------------------------------------- | ---------------- | --------- | -------- | ------------------------------------------------------------------------- |
| 明路尋美          | 7월 23일  | 효고현 니시노미야시    | 소노다가쿠엔고등학교            | 자신이 명명                                                                     | 류우짱           |           | 1962년   |                                                                           |
| 아케지 히로미     | 7월 23일  | 효고현 니시노미야시    | 소노다가쿠엔고등학교            | 자신이 명명                                                                     | 류우짱           |           | 1962년   |                                                                           |
| 曙陽子            | 1월 1일   | 효고현 고베시          | 고베시립 타카쇼중학교           | 초대 오노에 사쿠라가 명명                                                       | 밋짱             |           | 1963년   |                                                                           |
| 아케보노 요코     | 1월 1일   | 효고현 고베시          | 고베시립 타카쇼중학교           | 초대 오노에 사쿠라가 명명                                                       | 밋짱             |           | 1963년   |                                                                           |
| 朝香久美          | 1월 30일  | 미에현 욧카이치시      | 이타미고등학교                  |                                                                                 | 시즈카짱         |           | 1965년   |                                                                           |
| 아사카 쿠미       | 1월 30일  | 미에현 욧카이치시      | 이타미고등학교                  |                                                                                 | 시즈카짱         |           | 1965년   |                                                                           |
| 朝風翠            | 5월 31일  | 도쿄도                 | 미와다학원                      | 야마다 코사쿠가 명명                                                            | 에미짱           |           | 1960년   | 언니 오오토리 야치요 (37)                                                 |
| 아사카제 미도리   | 5월 31일  | 도쿄도                 | 미와다학원                      | 야마다 코사쿠가 명명                                                            | 에미짱           |           | 1960년   | 언니 오오토리 야치요 (37)                                                 |
| 鮎まち子          | 2월 20일  | 오사카부 오사카시      | 오오타니중학교                  | 신선하게 무대를 헤엄쳐 정진하고, 자연히 도래하는 호기를 기다리는 마음           | 마치코짱         |           | 1963년   | 언니 유우즈키 사에코 (37) 언니 아사조라 미카게 (38) 조카 치구사 마미 (66) |
| 아유 마치코       | 2월 20일  | 오사카부 오사카시      | 오오타니중학교                  | 신선하게 무대를 헤엄쳐 정진하고, 자연히 도래하는 호기를 기다리는 마음           | 마치코짱         |           | 1963년   | 언니 유우즈키 사에코 (37) 언니 아사조라 미카게 (38) 조카 치구사 마미 (66) |
| 海原ひろみ        | 4월 1일   | 카가와현 사카이데시    | 사카이데짓슈고등학교            | 존경하는 선생님이 명명                                                          | 츠루짱           |           | 1963년   |                                                                           |
| 우나바라 히로미   | 4월 1일   | 카가와현 사카이데시    | 사카이데짓슈고등학교            | 존경하는 선생님이 명명                                                          | 츠루짱           |           | 1963년   |                                                                           |
| 絵島暁美          | 5월 6일   | 효고현 고베시          | 중화동문학교                    | 「에지마이쿠시마」에서 교사가 명명                                              | 밋친, 미치       |           | 1961년   |                                                                           |
| 에지마 아케미     | 5월 6일   | 효고현 고베시          | 중화동문학교                    | 「에지마이쿠시마」에서 교사가 명명                                              | 밋친, 미치       |           | 1961년   |                                                                           |
| 追風八千帆        | 4월 13일  | 오사카부               | 오사카시립 미나미중학교         | 타카라 토모코의 본명을 받음                                                     |                  |           | 1957년   |                                                                           |
| 오이카제 야치호   | 4월 13일  | 오사카부               | 오사카시립 미나미중학교         | 타카라 토모코의 본명을 받음                                                     |                  |           | 1957년   |                                                                           |
| 丘菜穂子          | 4월 21일  | 도쿄도                 | 케이카여자학원                  |                                                                                 | 오키요, 오세키   |           | 1962년   |                                                                           |
| 오카 나호코       | 4월 21일  | 도쿄도                 | 케이카여자학원                  |                                                                                 | 오키요, 오세키   |           | 1962년   |                                                                           |
| 織千重子          | 9월 18일  | 효고현                 | 코난학원                        |                                                                                 | 사치에짱         |           | 1961년   |                                                                           |
| 오리 치에코       | 9월 18일  | 효고현                 | 코난학원                        |                                                                                 | 사치에짱         |           | 1961년   |                                                                           |
| 春日京子          | 11월 29일 | 오사카부               | 테즈카야마학원                  | 나라에서 따옴                                                                   | 시게루짱         |           | 1966년   |                                                                           |
| 카스가 쿄코       | 11월 29일 | 오사카부               | 테즈카야마학원                  | 나라에서 따옴                                                                   | 시게루짱         |           | 1966년   |                                                                           |
| 神路千鶴          | 11월 20일 | 도쿄도                 | 후렌도가쿠엔고등학교            |                                                                                 | 쿠리짱           |           | 1974년   |                                                                           |
| 카미지 치즈루     | 11월 20일 | 도쿄도                 | 후렌도가쿠엔고등학교            |                                                                                 | 쿠리짱           |           | 1974년   |                                                                           |
| 京一女            | 3월 12일  | 효고현 니시노미야시    | 코난여자학원                    | 아마츠 오토메가 명명                                                            | 타케짱           |           | 1960년   |                                                                           |
| 쿄 카즈메         | 3월 12일  | 효고현 니시노미야시    | 코난여자학원                    | 아마츠 오토메가 명명                                                            | 타케짱           |           | 1960년   |                                                                           |
| 京風美千代        | 12월 1일  | 교토부 교토시          | 쿄토여자학원                    | 출생지 교토에서 따서 부모님이 명명                                              | 에코요           |           | 1961년   |                                                                           |
| 쿄카제 미치요     | 12월 1일  | 교토부 교토시          | 쿄토여자학원                    | 출생지 교토에서 따서 부모님이 명명                                              | 에코요           |           | 1961년   |                                                                           |
| 九条和子          | 6월 6일   | 도쿄도                 | 호세이대학여자고등학교          | 나라의 어머니 성을 받아 쇼토쿠 태자의 평화 정신을 마음으로써 예도에 임하고싶다. | 캇짱             |           | 1963년   |                                                                           |
| 쿠죠 카즈코       | 6월 6일   | 도쿄도                 | 호세이대학여자고등학교          | 나라의 어머니 성을 받아 쇼토쿠 태자의 평화 정신을 마음으로써 예도에 임하고싶다. | 캇짱             |           | 1963년   |                                                                           |
| 九重咲子          | 11월 16일 | 오사카부 이케다시      | 바이카학원                      | 백인일수                                                                        | 후요우짱         |           | 1969년   |                                                                           |
| 코코노에 사키코   | 11월 16일 | 오사카부 이케다시      | 바이카학원                      | 백인일수                                                                        | 후요우짱         |           | 1969년   |                                                                           |
| 寿ますみ          | 5월 13일  | 교토부 교토시          | 카쵸여자학원                    | 본명                                                                            | 히사코짱         |           | 1964년   |                                                                           |
| 코토부키 마스미   | 5월 13일  | 교토부 교토시          | 카쵸여자학원                    | 본명                                                                            | 히사코짱         |           | 1964년   |                                                                           |
| 小文字まり        | 8월 21일  | 후쿠오카현 코쿠라시    | 후쿠오카현립 코쿠라니시고등학교 | 출신지에서 따옴                                                                 | 뭇짱             |           | 1961년   |                                                                           |
| 코몬지 마리       | 8월 21일  | 후쿠오카현 코쿠라시    | 후쿠오카현립 코쿠라니시고등학교 | 출신지에서 따옴                                                                 | 뭇짱             |           | 1961년   |                                                                           |
| 桜川洋子          | 1월 18일  | 도쿄도                 | 아오야마학원                    |                                                                                 | 쿠미코           |           | 1966년   |                                                                           |
| 사쿠라가와 요코   | 1월 18일  | 도쿄도                 | 아오야마학원                    |                                                                                 | 쿠미코           |           | 1966년   |                                                                           |
| 桜野弥生          | 7월 4일   | 오카야마현 츠야마시    | 츠야마시립 키타중학교           | 아버지가 동요 중에서 명명                                                       | 톳짱             |           | 1958년   |                                                                           |
| 사쿠라노 야요이   | 7월 4일   | 오카야마현 츠야마시    | 츠야마시립 키타중학교           | 아버지가 동요 중에서 명명                                                       | 톳짱             |           | 1958년   |                                                                           |
| 五月恵子          | 5월 19일  | 도쿄도                 | 릿쿄여학원                      | 생일                                                                            | 홋짱             |           | 1959년   |                                                                           |
| 사츠키 케이코     | 5월 19일  | 도쿄도                 | 릿쿄여학원                      | 생일                                                                            | 홋짱             |           | 1959년   |                                                                           |
| 里乃美子          | 5월 1일   | 오사카부 오사카시      | 오사카부립 사쿠라즈카고등학교   | 이케다 마을의 아름다운 아이                                                     | 후미짱, 신짱     |           | 1960년   |                                                                           |
| 사토노 요시코     | 5월 1일   | 오사카부 오사카시      | 오사카부립 사쿠라즈카고등학교   | 이케다 마을의 아름다운 아이                                                     | 후미짱, 신짱     |           | 1960년   |                                                                           |
| 佐山智子          | 4월 14일  | 도쿄도                 | 준신여자학원                    | 가족끼리 상담                                                                   | 토모짱           |           | 1960년   |                                                                           |
| 사야마 토모코     | 4월 14일  | 도쿄도                 | 준신여자학원                    | 가족끼리 상담                                                                   | 토모짱           |           | 1960년   |                                                                           |
| 白河菜穂美        | 2월 28일  | 히로시마현 히로시마시  | 노트르담세이신학원              | 본명에서 따옴                                                                   | 나오상           |           | 1959년   |                                                                           |
| 시라카와 나오미   | 2월 28일  | 히로시마현 히로시마시  | 노트르담세이신학원              | 본명에서 따옴                                                                   | 나오상           |           | 1959년   |                                                                           |
| 須磨なぎさ        | 1월 5일   | 히로시마현 쿠레시      | 이타미시립 이타미고등학교       | 아름다운 스마의 바닷가에 밀려오는 잔물결                                        | 페코             |           | 1970년   |                                                                           |
| 스마 나기사       | 1월 5일   | 히로시마현 쿠레시      | 이타미시립 이타미고등학교       | 아름다운 스마의 바닷가에 밀려오는 잔물결                                        | 페코             |           | 1970년   |                                                                           |
| 瀬戸みちる        | 8월 16일  | 히로시마현             | 히로시마대학부속고등학교        | 세토나이카이에서 따옴                                                           | 쿠와짱           |           | 1961년   | 남편 에토 신이치 딸 하야세 쇼마 (74)                                      |
| 세토 미치루       | 8월 16일  | 히로시마현             | 히로시마대학부속고등학교        | 세토나이카이에서 따옴                                                           | 쿠와짱           |           | 1961년   | 남편 에토 신이치 딸 하야세 쇼마 (74)                                      |
| 苑千果子          | 8월 4일   | 아이치현 오카자키시    | 세이보죠가쿠인고등학교          |                                                                                 | 치ー짱           |           | 1961년   | 화가 오오쿠보 치히로                                                      |
| 소노 치카코       | 8월 4일   | 아이치현 오카자키시    | 세이보죠가쿠인고등학교          |                                                                                 | 치ー짱           |           | 1961년   | 화가 오오쿠보 치히로                                                      |
| 鷹取まき子        | 9월 5일   | 효고현 고베시          | 아오야마학원 고등부             | 출생지에서 따옴                                                                 | 마츠코           |           | 1963년   |                                                                           |
| 타카토리 마키코   | 9월 5일   | 효고현 고베시          | 아오야마학원 고등부             | 출생지에서 따옴                                                                 | 마츠코           |           | 1963년   |                                                                           |
| 高野深雪          | 10월 6일  | 도쿄도                 | 센신학원                        | 아버지가 명명                                                                   | 토모코짱         |           | 1965년   |                                                                           |
| 타카노 미유키     | 10월 6일  | 도쿄도                 | 센신학원                        | 아버지가 명명                                                                   | 토모코짱         |           | 1965년   |                                                                           |
| 高峯淳子          | 12월 5일  | 오사카부 오사카시      | 요도가와여자고등학교            | 이상이 높은 봉우리를 목표로 열심히 하도록                                       | 마루짱           |           | 1958년   |                                                                           |
| 타카미네 준코     | 12월 5일  | 오사카부 오사카시      | 요도가와여자고등학교            | 이상이 높은 봉우리를 목표로 열심히 하도록                                       | 마루짱           |           | 1958년   |                                                                           |
| 千波静            | 8월 15일  | 도쿄도                 | 도쿄도립 야시오고등학교         | 언니의 예명과 본명을 맞춤                                                       | 시ー짱, 시즈코짱 | 男役      | 1962년   | 아들 마츠오카 슈조 손녀 키쇼 카즈토 (105)                                 |
| 치나미 시즈카     | 8월 15일  | 도쿄도                 | 도쿄도립 야시오고등학교         | 언니의 예명과 본명을 맞춤                                                       | 시ー짱, 시즈코짱 | 男役      | 1962년   | 아들 마츠오카 슈조 손녀 키쇼 카즈토 (105)                                 |
| 千代里しのぶ      | 12월 14일 | 오사카부 오사카시      | 소우아이학원                    | 형부 (요코즈나 치요노야마)의 고향에서 따옴                                      | 미키짱           |           | 1965년   |                                                                           |
| 치요자토 시노부   | 12월 14일 | 오사카부 오사카시      | 소우아이학원                    | 형부 (요코즈나 치요노야마)의 고향에서 따옴                                      | 미키짱           |           | 1965년   |                                                                           |
| 十和田瑠美        | 8월 5일   | 아오모리현 아오모리시  | 오사카음악고등학교              | 출신지                                                                          | 루미상           |           | 1959년   |                                                                           |
| 토와다 루미       | 8월 5일   | 아오모리현 아오모리시  | 오사카음악고등학교              | 출신지                                                                          | 루미상           |           | 1959년   |                                                                           |
| 那月ひとみ        | 9월 30일  | 효고현 고베시          | 아시야여자학원                  | 가족이 결정                                                                     | 윳코, 유키짱     |           | 1975년   |                                                                           |
| 나즈키 히토미     | 9월 30일  | 효고현 고베시          | 아시야여자학원                  | 가족이 결정                                                                     | 윳코, 유키짱     |           | 1975년   |                                                                           |
| 新月みつる        | 11월 1일  | 카나가와현 요코하마시  | 페리스여학원                    | 아시하라 쿠니코가 명명                                                          | 츄ー코           |           | 1959년   |                                                                           |
| 니이즈키 미츠루   | 11월 1일  | 카나가와현 요코하마시  | 페리스여학원                    | 아시하라 쿠니코가 명명                                                          | 츄ー코           |           | 1959년   |                                                                           |
| 錦光世            | 2월 23일  | 카나가와현 요코하마시  | 쵸후학원                        |                                                                                 | 못짱             |           | 1964년   |                                                                           |
| 니시키 미츠요     | 2월 23일  | 카나가와현 요코하마시  | 쵸후학원                        |                                                                                 | 못짱             |           | 1964년   |                                                                           |
| 虹乃千恵          | 6월 16일  | 도쿄도                 | 코엔여자학원                    | 지인이 명명                                                                     | 아라코           |           | 1959년   |                                                                           |
| 니지노 치에       | 6월 16일  | 도쿄도                 | 코엔여자학원                    | 지인이 명명                                                                     | 아라코           |           | 1959년   |                                                                           |
| 鳩美ひかる        | 1월 1일   | 이바라키현 이시오카시  | 이바라키현립 미토제3고등학교    | 아버지가 명명                                                                   | マクちゃん       |           | 1962년   |                                                                           |
| 하토미 히카루     | 1월 1일   | 이바라키현 이시오카시  | 이바라키현립 미토제3고등학교    | 아버지가 명명                                                                   | マクちゃん       |           | 1962년   |                                                                           |
| 葉山三千子        | 7월 21일  | 교토부 교토시 카미쿄구 | 도시샤여자고등학교              | 히에이잔대아사리가 명명                                                         | 콘세이           | 娘役      | 1996년   |                                                                           |
| 하야마 미치코     | 7월 21일  | 교토부 교토시 카미쿄구 | 도시샤여자고등학교              | 히에이잔대아사리가 명명                                                         | 콘세이           | 娘役      | 1996년   |                                                                           |
| 春苑照子          | 1월 9일   | 오사카부 이케다시      | 무코가와가쿠인고등학교          | 만요슈                                                                          | 고로짱, 히로짱   |           | 1961년   |                                                                           |
| 하루조노 테루코   | 1월 9일   | 오사카부 이케다시      | 무코가와가쿠인고등학교          | 만요슈                                                                          | 고로짱, 히로짱   |           | 1961년   |                                                                           |
| 久方春代          | 5월 4일   | 미에현 쿠와나시        | 미에현립 쿠와나고등학교         | 백인일수                                                                        | 미네             |           | 1965년   |                                                                           |
| 히사카타 하루요   | 5월 4일   | 미에현 쿠와나시        | 미에현립 쿠와나고등학교         | 백인일수                                                                        | 미네             |           | 1965년   |                                                                           |
| 冨士峰子          | 10월 25일 | 오사카부 이케다시      | 바이카중학교                    | 아버지가 명명                                                                   | 놋코, 노코짱     |           | 1963년   |                                                                           |
| 후지 미네코       | 10월 25일 | 오사카부 이케다시      | 바이카중학교                    | 아버지가 명명                                                                   | 놋코, 노코짱     |           | 1963년   |                                                                           |
| 松濤しぶき        | 1월 26일  | 도쿄도                 | 후지미중학교                    |                                                                                 | 노리코           |           | 1964년   | 일본무용 사루와카 요시히로 (猿若吉晈)                                     |
| 마츠나미 시부키   | 1월 26일  | 도쿄도                 | 후지미중학교                    |                                                                                 | 노리코           |           | 1964년   | 일본무용 사루와카 요시히로 (猿若吉晈)                                     |
| 松本悠里          | 9월 19일  | 카나가와현             | 고베쇼인여자학원                | 일본무용 나토리나 (대를 이은 이름)                                              | 미에코짱         | 娘役      | 2021년   | 일본무용 마츠모토 나오노리 (松本尚術)                                     |
| 마츠모토 유리     | 9월 19일  | 카나가와현             | 고베쇼인여자학원                | 일본무용 나토리나 (대를 이은 이름)                                              | 미에코짱         | 娘役      | 2021년   | 일본무용 마츠모토 나오노리 (松本尚術)                                     |
| 美樹龍子          | 10월 8일  | 후쿠오카현 야나가와시  | 후쿠오카여학원                  | 존경하는 상급생이 명명                                                          | 마마             |           | 1960년   |                                                                           |
| 미키 류코         | 10월 8일  | 후쿠오카현 야나가와시  | 후쿠오카여학원                  | 존경하는 상급생이 명명                                                          | 마마             |           | 1960년   |                                                                           |
| 碧川澄子          | 10월 12일 | 중국 다롄시            | 세이토쿠학원                    | 무코의 맑은 흐름에 따라, 맑고 아름다움을 소원한다                               | 마치코짱         |           | 1959년   |                                                                           |
| 미도리카와 스미코 | 10월 12일 | 중국 다롄시            | 세이토쿠학원                    | 무코의 맑은 흐름에 따라, 맑고 아름다움을 소원한다                               | 마치코짱         |           | 1959년   |                                                                           |
| 南川由美          | 1월 31일  | 오사카부 오사카시      | 오사카여학원                    | 상급생이 명명                                                                   | 페라코           |           | 1958년   |                                                                           |
| 미나카와 유미     | 1월 31일  | 오사카부 오사카시      | 오사카여학원                    | 상급생이 명명                                                                   | 페라코           |           | 1958년   |                                                                           |
| 美波万里子        | 6월 27일  | 오사카부 오사카시      | 토노바바학원                    | 출생지의 바다에서 따옴                                                          | 미나미짱, 치이짱 |           | 1965년   |                                                                           |
| 미나미 마리코     | 6월 27일  | 오사카부 오사카시      | 토노바바학원                    | 출생지의 바다에서 따옴                                                          | 미나미짱, 치이짱 |           | 1965년   |                                                                           |
| 美保津久志        | 2월 19일  | 오사카부 토요나카시    | 바이카학원                      | 아버지가 명명                                                                   | 오미치           |           | 1966년   |                                                                           |
| 미호 츠쿠시       | 2월 19일  | 오사카부 토요나카시    | 바이카학원                      | 아버지가 명명                                                                   | 오미치           |           | 1966년   |                                                                           |
| 美和久百合        | 7월 21일  | 야마구치현 야마구치시  | 시마네대학교육학부부속중학교    | 아버지가 명명                                                                   | 미와쿠, 잇큐     | 男役→娘役 | 1967년   |                                                                           |
| 미와 히사유리     | 7월 21일  | 야마구치현 야마구치시  | 시마네대학교육학부부속중학교    | 아버지가 명명                                                                   | 미와쿠, 잇큐     | 男役→娘役 | 1967년   |                                                                           |
| 若杉れい子        | 8월 17일  | 도쿄도                 | 도쿄도립 스미다가와고등학교     | 부모님이 명명                                                                   | 코바야시         |           | 1961년   |                                                                           |
| 와카스기 레이코   | 8월 17일  | 도쿄도                 | 도쿄도립 스미다가와고등학교     | 부모님이 명명                                                                   | 코바야시         |           | 1961년   |                                                                           |
| 若羽みどり        | 5월 15일  | 오사카부 오사카시      | 오사카시립 오오기마치고등학교   |                                                                                 | 요ー짱           |           | 1967년   |                                                                           |
| 와카바 미도리     | 5월 15일  | 오사카부 오사카시      | 오사카시립 오오기마치고등학교   |                                                                                 | 요ー짱           |           | 1967년   |                                                                           |